# Polypedilum pseudamoenum
Polypedilum pseudamoenum är en tvåvingeart som beskrevs av Moubayed 1992. Polypedilum pseudamoenum ingår i släktet Polypedilum och familjen fjädermyggor.
Artens utbredningsområde är Libanon. Inga underarter finns listade i Catalogue of Life.